# لارسن اند توبرو
لارسن اند توبرو (به انگلیسی: Larsen & Toubro) شرکت خوشه‌ای هندی و چندملیتی است، که در زمینه ساخت‌وساز، تولید تجهیزات الکترونیکی، کشتی‌سازی، جنگ‌افزارسازی، ارائه خدمات مالی، احداث نیروگاه، همچنین خدمات فناوری اطلاعات فعالیت می‌کند.
شرکت لارسن اند توبرو در سال ۱۹۳۸ توسط ۲ مهندس دانمارکی بنام‌های؛ سورن کریستین توبرو و هنینگ هولک لارسن تأسیس شد و هم‌اکنون بزرگترین شرکت ساخت‌وساز و خدمات مهندسی در کشور هند به‌شمار می‌آید. دفتر مرکزی این شرکت در شهر بمبئی، هند قرار دارد و بخشی از سهام آن در بازار بورس اوراق بهادار بمبئی معامله می‌شود.